# Adenomera andreae
La Adenomera de André (Adenomera andreae) es una especie de anfibio anuro de la familia Leptodactylidae.
Se distribuye por la mayor parte de la cuenca del Amazonas: Bolivia, Brasil, Colombia, Ecuador, Guayana Francesa, Guyana, Perú, Surinam y Venezuela.